# Hugh Felkin
Hugh Felkin (* 18. Januar 1922 in Neuilly-sur-Seine, Département Seine; † 9. November 2001 in Rambouillet, Département Yvelines) war ein in Frankreich wirkender britischer Chemiker (organische Chemie, Stereochemie, metallorganische Katalyse).

## Leben und Wirken
Felkin ging in England zur Schule, studierte während des Zweiten Weltkriegs in der Schweiz Chemie mit dem Lizenziatsabschluss 1944 in Genf und ging danach nach Frankreich, wo er 1947 bis 1990 für die staatliche Forschungseinrichtung CNRS tätig war. Er war zunächst in der Gruppe von Bianca Tchoubar am Labor von Jeanne Lévy (1897–1993) an der Medizinischen Fakultät in Paris. Die Theoriegruppe um Tchoubar stellte damals unter den eher konservativen (und international rückständigen) organischen Chemikern in Frankreich eine Ausnahme dar, da sie die moderne elektronische Theorie organischer Moleküle, wie sie Christopher Kelk Ingold und Linus Pauling im angelsächsischen Raum vertraten, in Frankreich heimisch machte.  Felkin befasste sich damals mit Stereochemie. 1954 wurde er promoviert. 1955 wurde er Chargé de recherche und 1959 Maître de recherche. Zuletzt war er leitender Wissenschaftler der höchsten Rangstufe Directeur de recherche de classe exceptionnelle des CNRS. Seit Mitte der 1960er Jahre war er tätig am Institut de Chimie des Substances Naturelles in Gif-sur-Yvette. Dort befasste er sich mit metallorganischer Chemie, in der Mitte der 1960er Jahre mit Grignard-Reaktionen mit Nickel-Komplexen und später unter anderem mit Aktivierung von Alkanen mit Rhodium- und Iridium-Komplexen.
Er arbeitete in den 1970er Jahren eng mit Malcolm L. H. Green über metallorganische Katalyse mit Übergangsmetallen zusammen. 1975 organisierten sie in Saint-Raphaël eine der ersten großen internationalen Konferenzen dazu.
Bekannt ist er vor allem für die 1967 vorgeschlagene Felkin-Anh-Regel, ein Modell für die Vorhersage der Stereochemie für die nukleophile Addition in Carbonyl-Verbindungen. Sie erweiterte und korrigierte eine Regel von Donald J. Cram und wurde in den 1970er Jahren von Nguyên Trong Anh und Odile Eisenstein zum Felkin-Anh-Modell erweitert. Mit diesem Thema befasste Felkin sich etwa von 1958 bis 1970.
Er heiratete in Frankreich die Chemikerin Irène Elphimoff (Elphimoff-Felkin, 1921–2010), die ebenfalls schon in den 1940er Jahren in der Gruppe von Bianca Tchoubar war. Mit seiner Frau erhielt er 1954 den Prix Le Bel der französischen chemischen Gesellschaft.
Zu seinen Doktoranden zählt Bernard Meunier und zu seinen Post-Doktoranden Robert H. Crabtree und Stephen G. Davies (beide Schüler von Malcolm Green).